# Leon Lachal
Leon Victor Lachal (Abbotsford, Melbourne, Austrália, 18 de Maio de 1904 – 12 de Março de 1983, Melbourne, Austrália) foi um oficial da Real Força Aérea Australiana. Chegou ao posto de Comodoro do Ar, e foi condecorado com o grau de Comandante da Ordem do Império Britânico. Combateu na Segunda Guerra Mundial, tendo chefiado várias unidades, entre elas o Esquadrão N.º 10 e a Área de Comando Oriental.